# Liste der Bodendenkmale in Oppach
In der Liste der Bodendenkmale in Oppach sind die Bodendenkmale der Gemeinde Oppach und ihrer Ortsteile nach dem Stand der Auflistung von Harald Quietzsch und Heinz Jacob aus dem Jahr 1982 aufgelistet. Eventuelle Änderungen und Ergänzungen, insbesondere aus der Zeit nach der Wende, sind nicht berücksichtigt, da für Sachsen aktuell keine neueren allgemein zugänglichen Bodendenkmallisten vorliegen. Die Baudenkmale sind in der Liste der Kulturdenkmale in Oppach aufgeführt.
| Denkmal-ID | Fundart            | Ortsteil | Bezeichnung | Zeitstellung | Lage                                                    | Bemerkungen | Bild |
| ---------- | ------------------ | -------- | ----------- | ------------ | ------------------------------------------------------- | --- | ---- |
| ?          | Befestigung > Burg | Oppach   | Wasserburg  | Mittelalter  | südwestlicher Ortsrand, Westbereich des ehemaligen Guts | eingeebnet, Graben verfüllt, oberflächlich nicht erkennbar, Schutz seit 29. Juni 1937, erneuert 20. September 1958 |      |